# ماركوس ميكل
ماركوس ميكل (من مواليد 18 أغسطس 1952) عالم لاهوت وسياسي ألماني. كان وزير خارجية جمهورية ألمانيا الديمقراطية قبل الأخيرة وعضوًا في البوندستاغ الألماني.

## الحياة السياسية
كان ميكل متورطًا بالفعل مع المعارضة المحلية للنظام الشيوعي في ألمانيا الشرقية منذ السبعينيات. في أكتوبر 1989 بدأ مع مارتن جوتزيت في تأسيس الحزب الديمقراطي الاجتماعي في جمهورية ألمانيا الديمقراطية. من 23 فبراير 1990 حتى الاندماج مع ألمانيا الغربية انظم للحزب في 27 سبتمبر 1990، وكان نائب رئيس للحزب. بعد استقالة إبراهيم بوهم كان رئيسًا بالإنابة من 26 مارس إلى 10 يونيو 1990.
في أول انتخابات حرة في ألمانيا الديمقراطية في مارس 1990، تم انتخاب ميكل عضوا في البرلمان. في 12 أبريل 1990 أصبح وزيراً للخارجية في حكومة رئيس الوزراء لوثار دي ميزير. في فترة توليه لمنصبه عمل كثيرًا مع هانز ديتريش جينشر، حيث كان أحد ممثلي الدولتين الألمانيتين خلال المفاوضات الثنائية زائد أربعة مع المنتصرين في الحرب العالمية الثانية حول معاهدة سلام نهائية. كانت هذه المعاهدة هي التي مهدت الطريق لإعادة توحيد ألمانيا.
في 20 أغسطس 1990 انسحب ميكل مع وزراء الحزب الاشتراكي الديمقراطي من مجلس الوزراء. تولى دي ميزير وزارة الخارجية بنفسه.
بعد إعادة توحيد ألمانيا في 3 أكتوبر 1990 أصبح ميكل عضوًا في البوندستاغ الألماني. من عام 1992 إلى عام 1994 كان المتحدث باسم المجموعة البرلمانية للحزب الاشتراكي الديمقراطي في اللجنة التاريخية في أعقاب ديكتاتورية الحزب الاشتراكي الموحد في ألمانيا. من عام 1994 فصاعدًا عمل كواحد من المتحدثين باسم وفد الحزب الاشتراكي الديمقراطي في مجموعة ذات صلة تتعامل مع آثار ديكتاتورية ألمانيا الشرقية على عملية إعادة توحيد ألمانيا.
يركز ميكل في البوندستاغ على السياسة الأوروبية والعلاقات الألمانية البولندية. علاوة على ذلك فهو منذ عام 1994 رئيس المجموعة البرلمانية الألمانية البولندية. منذ عام 1998 يشغل منصب مدير/قائد الوفد البرلماني الألماني لدى الناتو. من نوفمبر 2000 حتى نوفمبر 2002 كان نائب رئيس الجمعية البرلمانية لحلف شمال الأطلسي.
ميكل هو الرئيس الاستشاري لمؤسسة معالجة الديكتاتورية وعضو مستشار الهيئة الاتحادية لمعالجة ملفات استخبارات الدولة في ألمانيا الشرقية.